# Vesna Tominac Matačić
Vesna Tominac Matačić (Vinkovci, 25. listopada 1968.) je hrvatska glumica.

## Životopis

### Privatni život
Rođena je 25. listopada 1968. u Vinkovcima. Diplomirala je na Akademiji dramske umjetnosti u Zagrebu.

### Karijera
Glumila je u brojnim kazališnim predstavama: Povratak, Polaroidi  (Gavella); Tena (HNK Osijek); Pitanja duše (Teatar ITD); Jalnuševčani (Histrioni); Marat/Sade (Teatar Ulysses). Za ulogu Tene dobila je Nagradu hrvatskog glumišta. "Snimka s mjeseca", monodrama (Teatar ITD) "Oluja" (Teatar Ulysses), "Isto lice" (INK Pula) "Latinovicz, povratak" (MSU Zagreb), trenutno igra barunicu Castelli u predstavi "Glembajevi" u klubu Kolding, te Emu u "Bunjevački blues" GD Histrion. 2004. godine dobila je malu, gostujuću ulogu u prvoj hrvatskoj sapunici Zabranjena ljubav. Igrala je lik dobrotvorke Barbare Sabljak. Odlaskom Sanje Vejnović iz serije, tražila se nova, glavna negativka, pa je ubrzo Vesni ponuđen potpuno novi lik. Karolina Novak je tri godine uveseljavala gledatelje svojom zlobom i spačkama. Nakon završetka snimanja sapunice, dobila je ulogu u novoj liječničkoj seriji Nove TV nazvanoj Hitna 94, u kojoj je tumačila pozitivan lik doktorice Anite Matić].
U travnju 2014. s autorskim timom, redateljem Ivanom Leom Lemom i producenticom Tatjanom Aćimović realizirala je projekt, Ja koja imam nevinije ruke, poetsku monodramu o životu i djelu Vesne Parun koju s uspjehom igra u Teatru Itd u produkciji Zagrebačkog glumačkog ateljea čija je i osnivačica. 
Slobodna je umjetnica.

## Filmografija

### Televizijske uloge
- Sjene prošlosti kao Agata Novak (2024.)
- Dar mar kao Ružica Zečić (2021.)
- Blago nama kao Barbara (2020.)
- Na granici kao Dolores Uzelac (2019.)
- Kud puklo da puklo kao Višnja Došen (2014. – 2016.)
- Najbolje godine kao Melita Lalić (2011.)
- Dnevnik plavuše kao Moranina majka (2011.)
- Bibin svijet kao doktorica (2010.)
- Hitna 94 kao Anita Matić  (2008.)
- Zabranjena ljubav kao Barbara Sabljak i Karolina Novak (2004.); (2005. – 2008.)
- Đuka Begović kao Đukina prijateljica (1991.)

### Filmske uloge
- Most na kraju svijeta kao Ljilja (2014.)
- Djeca jeseni kao Vlasta Mamula (2013.)
- Zagorka kao sestra Bernarda (2007.)
- Kravata kao Grizlijeva žena (2006.)
- Konjanik kao majka (2003.)
- La Frontiera kao Melania (1996.)
- Posebna vožnja kao Marijana (1995.)

### Sinkronizacija
- Ainbo: Dobri duh Amazone kao Chuni (2021.)

## Vanjske poveznice
- Vesna Tominac Matačić u internetskoj bazi filmova IMDb-u (engl.)
- Kritika Čadež  Arhivirana inačica izvorne stranice od 29. studenoga 2014. (Wayback Machine) Jutarnji list
- Kritika Balić Kazalište.hr
- Kritika Denis Derk Večernji list
- Vesna Parun u očima dvojice analfabeta  Arhivirana inačica izvorne stranice od 29. studenoga 2014. (Wayback Machine) Arteist
- Vesna Tominac Matačić Intervju Fama.hr
- Vesna Tominac Matačić  Arhivirana inačica izvorne stranice od 29. studenoga 2014. (Wayback Machine) Intervju Arteist